# The Suburbans - Ricordi ad alta fedeltà
The Suburbans - Ricordi ad alta fedeltà (The Suburbans) è un film drammatico e satirico del 1999 diretto da Donal Lardner Ward.

## Trama
Nel 1998 Danny, Mitch, Gil e Rory, gli ormai dimenticati membri del gruppo musicale "Suburbans", si riuniscono per presentare il loro unico singolo alla cerimonia del matrimonio di uno dei membri del gruppo. Cate, una produttrice discografica, si avvicina a loro e suggerisce loro di partecipare ad uno show per guadagnare maggior fama. Questo evento potrebbe cambiare le vite dei quattro membri della banda.